# Diocesi di Arzun
La diocesi di Arzun è un'antica sede della Chiesa d'Oriente, suffraganea dell'arcidiocesi di Nisibi, attestata dal V al XIII secolo.

## Storia
Arzun, capitale della provincia dell'Arzanene, è stata localizzata da John George Taylor presso il villaggio di Giri Hassan, 30 miglia a nord-ovest di Siirt.
Nelle Vite dei santi martiri d'Oriente di Mar Addaï Scher, si fa menzione, al 2 ottobre, di Papa, che sarebbe stato il primo vescovo di Arzun, discepolo di Mar Agwin. Il primo vescovo storicamente documentato è Daniele, che prese parte ai primi due concili noti della Chiesa persiana nel 410 e nel 424. Nel concilio del 410 la sede di Arzun viene sottomessa alla metropolia di Nisibi.
Alla fine del V secolo deve essere posto il vescovo Ahha, menzionato nel martirologio di Rabban Sliba al 28 giugno. Questo vescovo si oppose alla nestorianizzazione della Chiesa persiana e viene considerato santo dalla Chiesa ortodossa siriaca.
Tra i successivi vescovo di Arzun si ricordano: Ma’na, che fu professore alla scuola di Nisibi ed ebbe tra i suoi discepoli il futuro patriarca Mar Aba I; Ishoʿyahb, direttore della stessa scuola e poi patriarca della Chiesa d'Oriente; Ukama, che dopo tre anni di governo abbandonò la sede di Arzun e fondò il monastero di Kamul.
Arzun conobbe il suo periodo di maggior fulgore sotto i principi armeni Bagratidi nella seconda metà del IX secolo. La diocesi è ancora documentata, in questo periodo, tra le tre suffraganee di Nisibi, assieme a Balad e Ba Qirda.
Verso la metà dell'XI secolo la città venne distrutta dai Selgiuchidi, e i vescovi trasferirono la loro sede a Hisn Kayfa, mantenendo però il titolo di vescovo di Arzun, a cui fu aggiunto nel XII secolo quello di Bet Dlis.
L'ultimo vescovo noto di Arzun e Bet Dlis è Simone, che prese parte nel 1281 all'elezione del patriarca Yab-Alaha III. Dopo non si hanno più notizie di questa diocesi, che lasciò il posto alla diocesi nestoriana di Hisn Kayfa e successivamente a quella cattolica di Seert.

## Cronotassi dei vescovi
- Papa †
- Daniele † (prima del 410 - dopo il 424)
- Ahha † (? - circa 485/486)
- Giobbe † (menzionato nel 497)
- Ma’na † (prima metà del VI secolo)
- Ishoʿyahb † (prima del 579 - 582 eletto patriarca della Chiesa d'Oriente)
- Ukama † (all'epoca del patriarca Ishoʿyahb II)
- Isacco † (646 - 646 eletto metropolita di Nisibi)
- Gabriele † (? - 1012 eletto metropolita di Mosul e Erbil)
- Giorgio † (? - circa 1075/1090 eletto metropolita di Nisibi)
- Anonimo † (menzionato nel 1134)
- Emmanuele † (menzionato nel 1257)
- Simone † (menzionato nel 1281)